# Palais Moy
Le palais Moy est un palais de la noblesse munichoise. 
Il est situé dans la Brienner Straße, au nord de la Theatinerkirche. Il a été construit en 1824-1825 par Leo von Klenze et se présente sous la forme d'un bâtiment néo-classique à quatre ailes et à trois ailes autour d'une cour. Après les destructions subies lors des raids aériens sur Munich pendant la Seconde Guerre mondiale, le Palais Moy fut reconstruit par Georg Hellmuth Winkler en 1950-1952 dans l’ensemble fidèlement à l’original. Aujourd'hui, il y a des magasins et des bureaux dans le palais, qui appartient toujours au comte de Moy de Sons. 

## Littérature
- (de) Heinrich Habel, Johannes Hallinger et Timm Weski, Landeshauptstadt München – Mitte (= Bayerisches Landesamt für Denkmalpflege [Hrsg.]: Denkmäler in Bayern. Band I.2/1), Munich, Karl M. Lipp Verlag, 2009, 1394 p. (ISBN 978-3-87490-586-2).